# Liu Shaoang
Liu Shaoang (Boedapest, 13 maart 1998) is een Hongaars-Chinees shorttracker. Hij is meervoudig Europees kampioen en wereldkampioen en tweevoudig olympisch kampioen. 

## Achtergrond
Shaoang Liu is de jongere broer van Shaolin Sándor Liu, die ook shorttrackt. Liu heeft een Chinese vader en een Hongaarse moeder. Zijn Chinese vader komt uit de stad Tianjin en vertrok naar Europa om zijn beroep als kunstschilder uit te oefenen. De broers Liu werden op jonge leeftijd - ze waren 10 en 12 - door hun ouders naar China gestuurd om te trainen. Ze trainden anderhalf jaar in de provincie Jilin, voordat ze terugkwamen naar Europa en daar toernooien begonnen te rijden. De broers Liu hebben meermaals in de media uitgelaten zich 50% Hongaars en 50% Chinees te voelen.

## Biografie
Liu nam in 2014 voor het eerst deel aan de wereldkampioenschappen junioren, waar hij dertiende werd. In dat jaar werd de Chinese Zhang Jing de bondscoach van het Hongaarse team. Onder haar begeleiding zette de ontwikkeling van het Hongaarse shorttrack voort.

### Veelbelovend debuut
In 2016 debuteerde Liu op de Europese kampioenschappen. Mede dankzij een verdienstelijke vijfde plaats op de 1500 meter werd hij tiende in het eindklassement bij zijn debuut. Met de aflossingsploeg won hij een zilveren medaille. Twee maanden later maakte hij ook op de wereldkampioenschappen zijn debuut. Het was meteen zijn definitieve doorbraak, want hij won zilver op de 1500 meter en brons op de 500 meter. In het eindklassement werd Liu vijfde.
Liu werd in 2017 in Innsbruck met groot machtsvertoon wereldkampioen bij de junioren door alle individuele afstanden op zijn naam te schrijven. Eerder won hij op de WK junioren al twee zilveren medailles. Liu was junior tot en met het seizoen 2016/2017, daarna kwam hij in de leeftijdscategorie voor senioren.
Bij de EK 2017 schaatste Liu naar zilveren medailles op de 1000 en 1500 meter. Op het WK 2017 won hij zilver op de 1000 meter en brons met de aflossingsploeg. Brons op de relay werd ook behaald op het EK 2018.

### Olympisch kampioen in 2018
Liu kwam voor Hongarije uit op de Olympische Winterspelen in 2018 in Pyeongchang. Hij reed alle individuele afstanden, maar kreeg op alle afstanden een penalty. Na het mindere individuele toernooi moest het voor de Hongaren gebeuren op de aflossing. Met de aflossingsploeg (bestaande uit de broers Liu, Csaba Burján en Viktor Knoch) werd in een olympisch record het eerste Hongaarse goud ooit op de Winterspelen gewonnen.

### Wereldkampioen
Tijdens het EK 2019 werd Liu Europees kampioen op de 500 meter en met de aflossingsploeg en werd hij tweede in het eindklassement achter zijn broer. Op de EK van 2020 waren de rollen omgedraaid daar Shaoang Europees kampioen allround werd en zijn broer tweede.
Nadat Liu het WK 2019 zonder medaille had verlaten en het WK 2020 door de coronapandemie werd afgelast, kroonde Liu zich op het WK 2021 tot wereldkampioen. Hij deed dit door de 500 meter winnend af te sluiten en zilver te behalen op de 1000 meter en bleef in het klassement zijn broer en de Rus Semjon Jelistratov voor.

### Olympisch kampioen in 2022
Tijdens de Olympische Winterspelen 2022 in Peking voegde Liu drie medailles aan zijn gouden uit 2018 toe. Liu reed alle afstanden. De eerste afstand die op het programma stond was het nieuwe onderdeel de 2000 meter gemengde aflossing waarop de Hongaarse ploeg brons pakte. Op de kortste afstand, de 500 meter, wist Liu de gouden medaille te behalen. Bovendien kwam hij in alle ritten als eerste over de streep. Het was na de gouden aflossingsmedaille uit 2018 het tweede Hongaarse goud ooit op de Winterspelen en de eerste behaald door een individuele atleet. Op de 1000 meter kwam hij in de halve finale ten val, maar de jury weet dit aan een tegenstander en Liu werd advanced naar de finale. In de finale won hij brons. Op de 1500 meter haalde hij ook de finale, maar daarin werd hij vierde. Op de aflossing mannen werd de Hongaarse ploeg met daarin de broers Liu, John-Henry Krueger en Bence Nógrádi zesde, door de B-finale te winnen.

### Gouden jaren
Na de succesvolle Olympische Winterspelen 2022 domineerde Liu twee maanden later op het WK 2022 in het Canadese Montreal. Hij was verantwoordelijk voor al het goud (4 stuks) dat Hongarije dat WK mee naar huis nam: hij werd op alle individuele afstanden wereldkampioen en werd daardoor voor het tweede WK op rij eerste in het eindklassement, met 104 punten.

### Switch naar China
In augustus 2022 keerde Liu's coach Zhang Jing terug naar China. Er waren snel geruchten dat de broers Liu haar zouden volgen. In november van dat jaar maakte de Hongaarse shorttrackbond bekend dat het tweetal zich bij de bond had uitgeschreven en voortaan voor China zal rijden. Door de uitschrijving mogen de broers een jaar lang geen internationale wedstrijden rijden en zullen ze pas in 2023 terugkeren in het internationale shorttrack.

## Overige titels
- Hongaars kampioen shorttrack allround: 2017, 2018, 2019
- Eindklassement wereldbeker shorttrack:
  - 1000 meter:
    -  (1): 2016/2017
    -  (1): 2018/2019

  - Aflossing mannen:
    -  (1): 2018/2019
    -  (1): 2016/2017
    -  (1): 2021/2022

  - Aflossing gemengd:
    -  (1): 2021/2022

1976: Alan Rattray · 
1977: Gaétan Boucher · 
1978: James Lynch · 
1979: Hiroshi Toda · 
1980: Gaétan Boucher · 
1981: Benoît Baril · 
1982: Guy Daignault · 
1983: Louis Grenier · 
1984: Guy Daignault · 
1985: Toshinobu Kawai · 
1986: Tatsuyoshi Ishihara · 
1987: Toshinobu Kawai/Michel Daignault · 
1988: Peter van der Velde · 
1989: Michel Daignault · 
1990: Lee Joon-ho · 
1991: Wilf O'Reilly · 
1992: Kim Ki-hoon · 
1993: Marc Gagnon · 
1994: Marc Gagnon · 
1995: Chae Ji-hoon · 
1996: Marc Gagnon · 
1997: Kim Dong-sung · 
1998: Marc Gagnon · 
1999: Li JiaJun · 
2000: Min Ryoung · 
2001: Li JiaJun · 
2002: Kim Dong-sung · 
2003: Ahn Hyun-soo · 
2004: Ahn Hyun-soo · 
2005: Ahn Hyun-soo · 
2006: Ahn Hyun-soo · 
2007: Ahn Hyun-soo · 
2008: Apolo Anton Ohno · 
2009: Lee Ho-suk · 
2010: Lee Ho-suk · 
2011: Noh Jin-kyu · 
2012: Kwak Yoon-gy · 
2013: Sin Da-woon · 
2014: Viktor An · 
2015: Sjinkie Knegt · 
2016: Han Tianyu · 
2017: Seo Yi-ra · 
2018: Charles Hamelin · 
2019: Lim Hyo-jun · 
2021: Shaoang Liu ·
2022: Shaoang Liu
1994: Chae Ji-hoon ·
1998: Takafumi Nishitani ·
2002: Marc Gagnon ·
2006: Apolo Anton Ohno ·
2010: Charles Hamelin ·
2014: Viktor An ·
2018: Wu Dajing ·
2022: Shaoang Liu
1992: Kim, Lee, Mo, Song ·
1994: Carnino, Fagone, Herrnhof, Vuillermin ·
1998: Bédard, Campbell, Drolet, Gagnon ·
2002: Bédard, Gagnon, Guilmette, Tremblay, Turcotte ·
2006: Ahn, Lee, Seo, Song ·
2010: Bastille, Ch. Hamelin, F. Hamelin, Jean, Tremblay ·
2014: An, Grigorev, Jelistratov, Zacharov ·
2018: S. Liu, S.S. Liu, Knoch, Burján ·
2022: Ch. Hamelin, Dubois, Pierre-Gilles, Dion